# Wilhelm Hölter (Bildhauer)

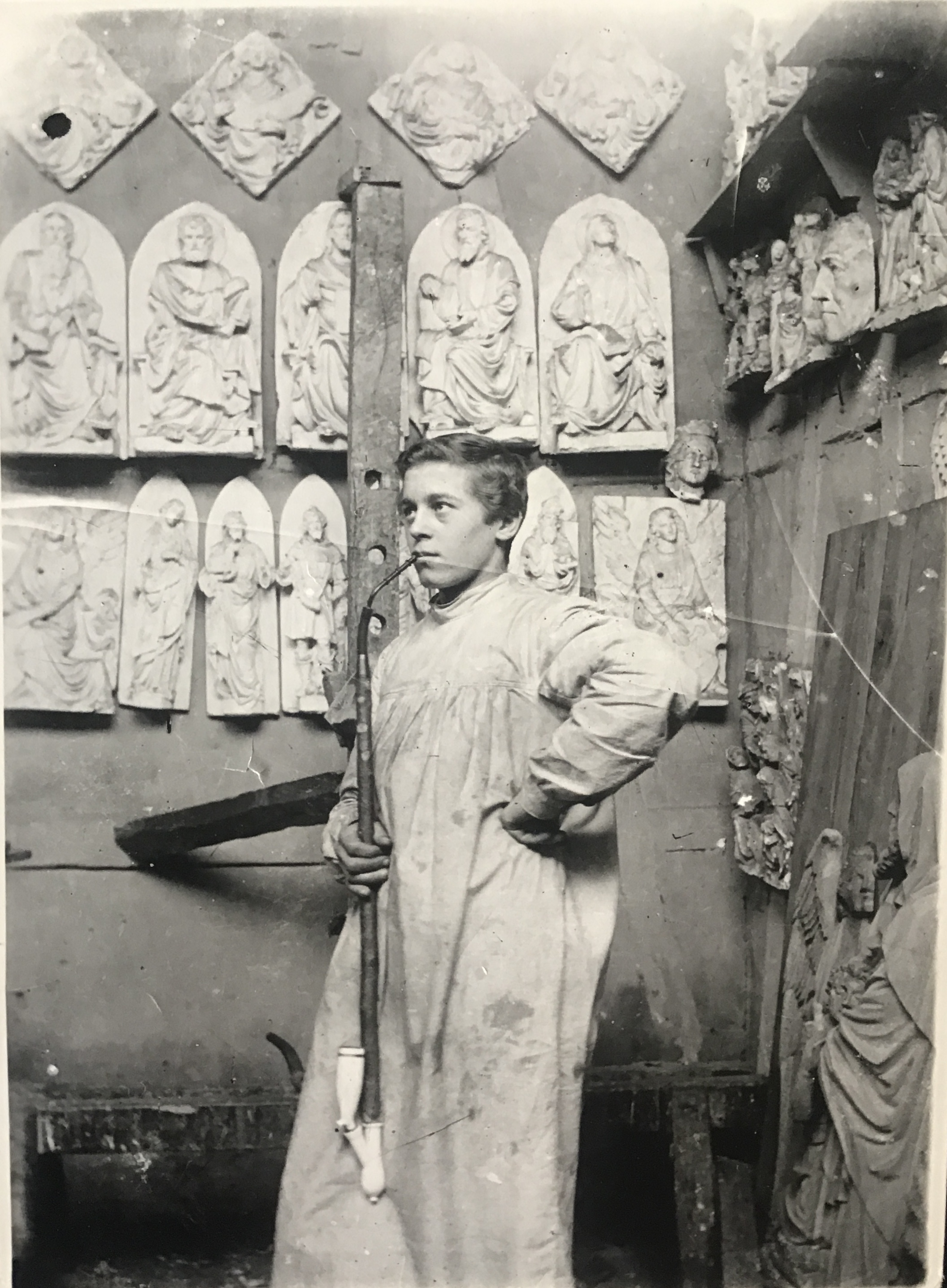
Wilhelm Hölter als junger Mann in seiner Werkstatt

Wilhelm Hölter (* 9. März 1883 in Benteler; † 20. Februar 1946 in Wiedenbrück) war ein Bildhauer der Wiedenbrücker Schule.

## Leben
Wilhelm Hölter wurde 1883 als Sohn von Anton und Maria Hölter in Benteler geboren. Sein älterer Bruder war der Oberleutnant Hermann Hölter. Er zeigte früh künstlerisches Talent und zog im Jahr 1900 nach Wiedenbrück. Dort erhielt er bei Christoph Siebe eine Ausbildung als Holzbildhauer. Siebe war damals bereits ein etablierter Bildhauer und fertigte in seiner Werkstatt Statuen und andere Steinmetzarbeiten. 
Nach dem Ende seiner Lehre bei Siebe eröffnete Hölter 1905 seine eigene Werkstatt neben seinem Wohnhaus in der Langen Straße 99 in Wiedenbrück. Er war ausschließlich als Holzbildhauer tätig und schuf religiöse Motive wie Heiligenfiguren, Kruzifixe und Altäre aus Holz. Er arbeitete eng mit dem Wiedenbrücker Bildhauer Anton Mormann zusammen, für dessen Werkstatt er verschiedene Teile lieferte.

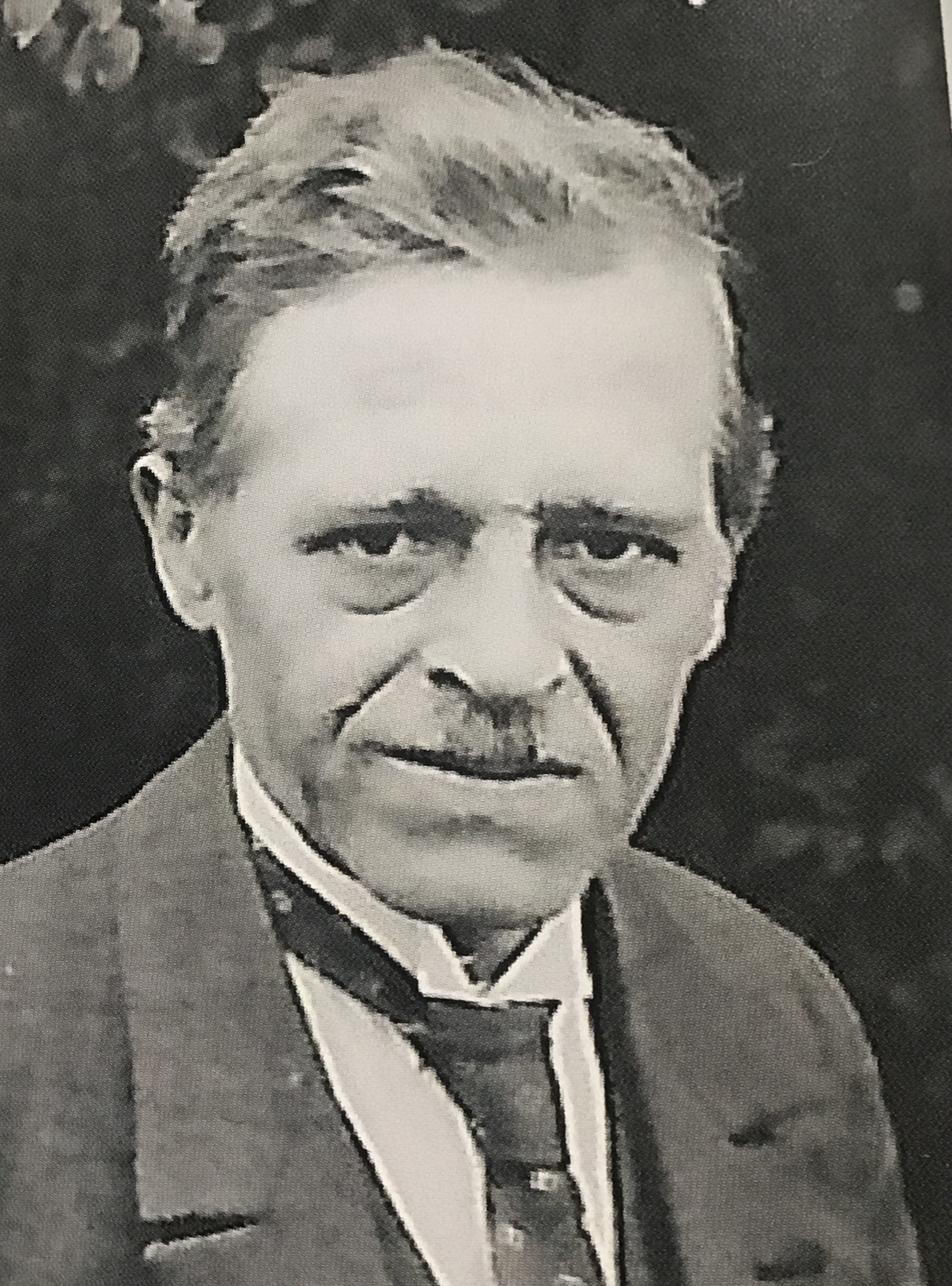
Wilhelm Hölter in den 1940er Jahren

Hölter war Mitglied der sogenannten Wiedenbrücker Schule, einer Vereinigung von Künstlern aus Wiedenbrück, die im 19. und 20. Jahrhundert vor allem religiöse Kunst im Stil des Historismus fertigte, die weit über die Grenzen Europas hinaus exportiert wurde.